# Fagisuga triloba
Fagisuga triloba är en insektsart som beskrevs av Karl Hermann Leonhard Lindinger 1909. Fagisuga triloba ingår i släktet Fagisuga och familjen Conchaspididae. Inga underarter finns listade i Catalogue of Life.